# Associació Popular de Jammu i Caixmir
Associació Popular de Jammu i Caixmir (Praja Parishad Jammu and Kashmir) és un partit polític de Jammu i Caixmir format per dissidents locals del Bharatiya Janata el 2005. L'Associació Popular (Praja Parishad) va lluitar contra l'estatus especial per Caixmir que consagra l'aricle 370 de la constitució, i es va unir al Bharatiya Jana Sangh el 1970.
El seu president és Chandermohan Sharma, i reclama l'autonomia de Jammu. Se l'anomena simplement Praja Parishad Jammu i només participa en política a Jammu que vol convertir en estat.